# Avrei voluto
"Avrei voluto" (tradução portuguesa: "Eu teria querido") foi a canção que representou a televisão pública italiana no Festival Eurovisão da Canção 1989, interpretada em italiano por Anna Oxa & Fausto Leali. Foi a primeira a ser escutada na noite do festival, antes da canção israelita "Derekh Hamelekh", interpretada por Gili & Galit. Começando mal pontuada e tendo boas votações a partir da segunda metade dos júris nacionais, a canção terminou em nono lugar, recebendo um total de 56 pontos.

## Autores
Tinha letra de Franco Ciani e Fabrizio Berlincioni, e música de Franco Fasano. Foi orquestrada por Mario Natale.

## Letra
A canção é um dueto em que os cantores confessam o amor entre ambos. Infelizmente, parece que oportunidade para o relacionamento amoroso já tinha chegado ao fim. Dizem, por exemplo, que "Eu teria-te querido mais"